# 阿曇稲敷
阿曇 稲敷（あずみ の いなしき、生没年不詳）は、飛鳥時代の豪族。姓は連。位階は小錦下。

## 出自
阿曇連一族は、ワタツミの神を始祖としており、発祥の地とされる筑前国糟屋郡志珂郷（現在の福岡市東区志賀島）には、底津綿津見神・仲津綿津見神・表津綿津見神を祭る志賀海神社が存在する。「古事記」には、綿津見神の子、宇都志日金拆命（うつしひかなさくのみこと）の子孫と記載され、『新撰姓氏録』「右京神別」・「河内国神別」には、「安曇宿禰」・「安曇連」はともに地祇系の海神綿積豊玉彦神の子、穂高見命（宇都志日金拆命）の子孫と記されている。
摂津国西成郡には安曇江の地名（現在の大阪市中央区安堂寺町）もあり、大和政権に服属した段階で、九州の海人の長から摂津国を拠点とする海人部を統率する伴造の地位についたものと思われる。

## 記録
『日本書紀』巻第二十八によると、天武天皇元年1月（672年）、
とある。この中の「小七位」であるが、「小山位」を書き誤ったか、あるいは大宝令の際の位階に当てはめたものと考えられる。「内」は「内位」で、天智天皇3年（664年）の冠位二十六階に内位・外位の別があったとみるか、天武朝の修正があったものか、定説を見ていない。阿曇稲敷が名族として、政府内で高位の役職にあったことは疑いのない事実である。
この頃の唐・新羅間の関係は悪化しており、郭務悰（かくむそう）ら600人からなる使節は、筑紫薩夜麻ら、白村江の戦い（663年）以来留置していた倭国軍の捕虜及び百済の難民1,400人を倭国に送還しようとしていた。倭国側に朝鮮半島への出兵の準備ができていたら、捕虜を返還し、代わりに倭国軍を乗せ、新羅の背後を衝こうとしていたと思われ、あるいは武器や軍事物資を渡して捕虜を武装させて、同じく新羅攻撃をしようと計画していたのではないか、と倉本一宏は述べている。
このように、阿曇稲敷は近江朝廷に属していたと見られるが、壬申の乱後も処罰を受けることもなく、『書紀』巻第二十九によると、天武天皇10年3月（681年）、天皇の命で『帝紀』（すめらみことのふみ）と上古（いにしえ）の諸事（もろもろのこと）を記し定める作業の撰定者となった。この中で、稲敷の名前は、川嶋皇子・忍壁皇子らに次ぐ九番目に記載されており、皇族以外の人臣としては上毛野三千・忌部子人に次ぐ三番目に当たる。この時の位階は小錦下（しょうきんげ）であった。
その後、ほどなくして阿曇連氏は、天武天皇13年（684年）の八色の姓の制定により、同年12月に宿禰姓を賜姓されている。